# Olivier Collette
Olivier Collette (* 31. August 1973 im Kongo) ist ein belgischer Jazzmusiker (Piano, Komposition).

## Leben und Wirken
Collette, dessen Eltern nach seiner Geburt mit ihm nach Belgien zurückkehrten, spielte ab dem elften Lebensjahr autodidaktisch auf dem Klavier. Mit dreizehn Jahren lernte er zunächst Solfège und klassisches Schlagwerk. Nachdem er den Jazz entdeckte, nahm er im Jazz Studio in Antwerpen bei Diederik Wissels Unterricht. Er studierte zudem ein Jahr lang klassisches Klavier bei Marie Boulenger und übte intensiv, bevor er am Königlichen Konservatorium Brüssel bei Eric Legnini Jazzpiano studierte, wo er im Alter von 23 Jahren mit dem ersten Preis ausgezeichnet wurde. Für drei Monate 1998/1999 nahm er in New York Unterricht bei Kenny Werner und Fred Hersch. 
Collette gründete 1998 sein erstes eigenes Quartett mit Kurt Van Herck, Mimi Verderame und Nicolas L’Herbette, das hauptsächlich seine Kompositionen interpretierte und vier Jahre lang existierte. 2001 entstand eine Doppel-CD mit dem Titel Joy and Mystery mit dieser Band und Gastmusikern. Dann gründete Olivier sein zweites Quartett mit Bart Defoort, Bart De Nolf (Bass) und Jan de Haas (Schlagzeug), das auch international auf Tournee war. Mit Gästen und einem Streichquartett unter der Leitung von Diederik Wissels nahm das Quartett 2003 eine CD mit dem Titel De l’Aube au crépuscule auf. 
Als Sideman wirkte Colette in der Flamenco-Jazz-Band Macande, mit der er 1999 beim Couleur Café Festival, 2000 beim Jazz Marathon auf dem Brüsseler Grote Markt und 2001 beim Gaume Jazz Festival und im Paradiso in Rotterdam spielte. Er trat weiterhin mit Philip Catherine, Steve Houben, Bruno Castellucci, Olivier Ker Ourio und Salvatore La Rocca auf. Zwischen 2004 und 2008 arbeitete er als Pianist in den Hotels und Jazzclubs von Dubai. 2008 gründete er, zurück in Belgien, ein neues Quartett mit Phil Abraham, Fabien Degryse und Jan de Haas. 
2014 nahm Olivier sein drittes Album 7 Views of a Secret mit Raphaëlle Brochet (Gesang), Philippe Aerts (Kontrabass) und Renato Martins (Perkussion) auf. Auf einem weiteren Album Conceptions (2017) ist er mit Steve Houben, Sam Gerstmans und Matthias De Waele dokumentiert. Mit seinem Quintett veröffentlichte er 2019 das Konzeptalbum Phi, das sich am Goldenen Schnitt orientiert.

## Preise und Auszeichnungen
2004 gewann Olivier im Rahmen des internationalen Jazzwettbewerbs Hoeilaart den Preis für die beste Jazzkomposition des Jahres, „Dancing Birds“. 